# Казе Камарани (Салерно)
Казе Камарани је насеље у Италији у округу Салерно, региону Кампанија.
Према процени из 2011. у насељу је живело 12 становника. Насеље се налази на надморској висини од 169 м.